# Complexe Mahavavy Kinkony
Le complexe Mahavavy Kinkony (CMK), situé au Nord-Ouest de Madagascar, est un complexe de zones humides. Il constitue une aire protégée classée comme paysage harmonieux protégé (PHP) par les autorités malgaches.

## Géographie

### Localisation
Le complexe Mahavavy Kinkony se trouve dans la province de Mahajanga, Région de Boeny, au sein du district de Mitsinjo. Le complexe se situe entre les coordonnées géographiques 15°57’ et 16°15’ de latitude Sud et 45°27’ et 46°10’ de longitude Est. Il est limité au Nord par le district de Mahajanga, au Sud par le district d'Ambato-Boeny, a l’Est par celui de Marovoay et à l’Ouest par celui de Soalala.

## Population locale et activités
Les habitants de ce site (60 452 recensés) sont surtout des riziculteurs, éleveurs et pêcheurs. Ce sont des Sakalaves (57 %), des migrants déﬁnitifs (32 %) et des saisonniers (11 %) de la région. Le respect des cultures fait aussi l’unicité de la région.
| Ethnies              | Origine        | %  | Activité                              |
| -------------------- | -------------- | -- | ------------------------------------- |
| Sakalava Marambintsy | Autochtones    | 19 | Riziculture, pêche, élevage de bovins |
| Antanosy             | Sud Est        | 32 | Pêche lacustre dans Kinkony           |
| Antandroy            | Androy         | 26 | Culture de maïs sur tanety            |
| Tsimihety            | Sofia          | 12 | Culture, élevage de bovins            |
| Merina et Betsileo   | Hauts plateaux | 11 | Pêche, élevage, petit commerce        |

## Biodiversité
Le complexe est composé de plusieurs habitats naturels : fleuve, rivière, baie et forêt constituent le biotope du complexe Mahavavy Kinkony.  Avec 300 000 ha, il fait partie des plus grandes aires protégées de Madagascar. Il doit son nom au fleuve Mahavavy et au lac Kinkony.
Neuf espèces primates, 30 espèces poissons, 37 espèces herpetofaunes, 133 espèces oiseaux ont été répertoriées sur la diversité faunistique. Du point de vue floristique, on a inventorié 246 espèces florales connues réparties dans le complexe. Le site est surtout connu sur sa richesse aviaire, surtout en oiseaux d'eau. Il est également un lieu d'hivernage pour les oiseaux migrateurs tels que les  flamants et diverses  sternes.

### Avifaune

#### Oiseaux endémiques de Madagascar
Le complexe Mahavavy Kinkony présente une grande diversité ornithologique, surtout en avifaune aquatique. Il abrite des espèces endémiques de Madagascar :
| Nom vernaculaire malgache | Nom français             | Nom scientifique        |
| ------------------------- | ------------------------ | ----------------------- |
| Vorofaly                  | Râle d'olivier           | Amaurornis olivieri     |
| Vorombengy                | Ibis sacré de Madagascar | Threskiornis bernieri   |
| Fiandrivoditatatra        | Héron crabier blanc      | Ardeola idae            |
| Vikoviko                  | Glaréole Malgache        | Glareola ocularis       |
| Ankoay                    | Pygargue de Madagascar   | Haliaeetus vociferoides |
| -                         | Héron de Humblot         | Ardea humbloti          |
| Sadakely                  | Sarcelle de Bernier      | Anas bernieri           |

#### Oiseaux migrateurs
Plusieurs espèces migratrices choisissent comme site de passage le complexe Mahavavy Kinkony. 15 espèces visitent régulièrement la zone, les plus connues sont :

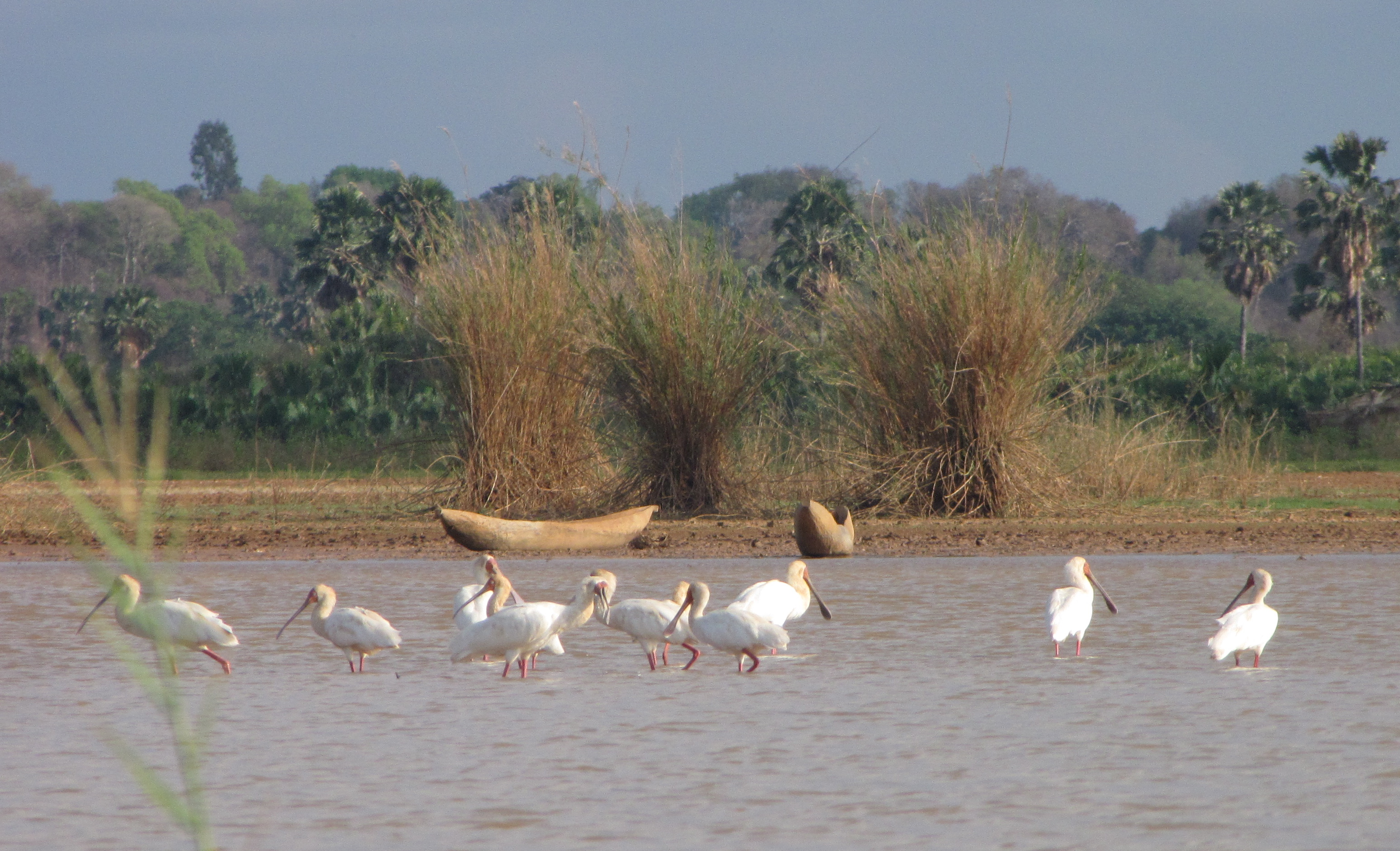
Spatules d'Afrique dans le complexe Mahavavy Kinkony

| Nom malgache | Nom français            | Nom scientifique         |
| ------------ | ----------------------- | ------------------------ |
| Samaka       | Flamant rose            | Phoenicopterus ruber     |
| Sotrosogny   | Spatule d'Afrique       | Platalea alba            |
| Vorombato    | Gravelot de Leschenault | Charadrius leschenaultii |
| Vorombato    | Pluvier de Mongol       | Charadrius mongolus      |
| Vorombato    | Grand gravelot          | Charadrius hiaticula     |
| Samby        | Sterne de Saunders      | Sterna saundersii        |
| Samby        | Sterne de diamant       | Sterna sumatrana         |
| Samby        | Sterne Voyageuse        | Sterna bengalensis       |

## Sources et références
1. 1 2  Randrianarimanana, C. 2011. Gestion durable des zones humides par la valorisation des oiseaux d’eau en écotourisme dans la nouvelle aire protégée Mahavavy Kinkony. Mémoire de fin d’études en vue de l’obtention du Diplôme du Technicien Supérieur, IFT. 94pp.
2. ↑  http://www.cepf.net/Documents/Songadina_3.pdf